# Cime de Brocan
La cime de Brocan est un sommet du massif du Mercantour-Argentera. Il est situé dans la haute vallée du Gesso.

## Histoire
La première ascension est l'œuvre de Tenente Oro, pour les besoins de l'Institut géographique militaire italien. La première ascension hivernale a été réalisée le 18 mars 1896 par Victor de Cessole, accompagné des guides Jean et Jean-Baptiste Plent.